# Міжнародна федерація котів
Міжнародна федерація котів (фр. Fédération Internationale Féline, FIFe) — міжнародна організація з розведення та виведення нових порід котів. Є одним з дев'яти членів Всесвітнього фелінологічного конгресу (WCC).
FIFe можна розглядати як Організацію Об'єднаних Націй Федерацій Котів. Насправді ж, це федерація національних членів, яка представлена наразі 40 країнами з 42 повноправними членами, але чисельність яких продовжує зростати. [джерело?]

## Історія
Заснована Маргеріт Рейв (англ. Marguerite Ravel, федерація була неофіційно створена в 1949 році в Парижі (Франція). На перших загальних зборах організації в Генті (Бельгія) федерація була оформлена офіційно. Первісна назва — Fédération Internationale Féline d'Europe (FIFE). У 1972 році до організації приєднався Brazilian Cat Club, що викликало необхідність змінити євроцентричну назву федерації — оновлена назва — FIFe.
Офіційний статут було зареєстровано в Люксембурзі в 1998 році.
Членами FIFe є 42 організації котів у всьому світі, більше 100 000 окремих членів у різних організаціях FIFe.
Понад 110 000 родоводів та 3000 назв розплідників на рік. Понад 220 міжнародних суддів та 140 студентських суддів. Федерація протводить близько 600 виставок на рік, де виставляється більше, ніж 200 000 котів. [джерело?]
1 березня 2022 року FIFe виступила із заявою, в якій йдеться про засудження Російського вторгнення в Україну. Рішенням, оприлюдненим на офіційному сайті Федерації прийняте рішення про неможливість вивозити та реєструвати у родовідній книзі, випущеній під егідою FIFE жодного кота, виведеної в Росії терміном до 31 травня (із можливістю перегляду за необхідності). Крім того, FIFE виділила частину свого бюджету на підтримку заводчиків і любителів котів в Україні.

## Задачі
Метою FIFe є об'єднання всіх клубів, асоціацій та федерацій клубів, незалежно від їх національності або місця знаходження. 
FIFe заохочує розведення котів та покращення порід.
Зокрема, Федерація має займатися:
- стандартизацією положень щодо суддів, шоу та титулів тощо;
- визначенням порід та стандартизацією стандартів порід;
- визнанням та гармонізацією племінних реєстрів (LO) та початкового й експериментального реєстру (RIEX) кожної країни. FIFe може вільно перевіряти такі реєстри без посягання на незалежність кожного члена;
- організацією та регулюванням міжнародного реєстру префіксів (назв розплідників);
- складанням офіційного списку суддів, уповноважених Федерацією;
- виданням будь-яких необхідних дозволів на національні та міжнародні шоу.

## Склад
Рада FIFe є координаційним органом на міжнародному рівні. Вона складається з 6 осіб від країн-членів, які обираються її членами. Вони керують організацією відповідно до її статуту.
Існує 5 допоміжних комісій, відповідальністю яких є виконання рішеннь Генеральної Асамблеї та Ради:
- Судді та Комісія зі стандартів;
- Комісія з селекції та реєстрації;
- Комісія з виставок;
- Комісія з питань охорони здоров'я та добробуту;
- Дисциплінарна комісія.

Структура організації гарантує кожному учаснику однакові права голосу на рівні Генеральної Асамблеї.
Генеральна Асамблея скликається щороку для обговорення та голосування щодо пропозицій членів, щоб обрати нових службовців, обговорювати нові правила та приймати спільні стратегії.
Станом на липень 2009 року у FIFe складається 42 національні фелінологічні союзи з 40 країн Європи, Азії та Америки.
Країни - члени FIFe:
|  |  |  |  |

* У цих країнах по два національні союзи
Країни під патронатом FIFe:

## Визнання порід
Нині FIFe визнає 48 офіційних порід котів для чемпіонатів. Усі породи поділяються на 4 категорії та ідентифікуються трибуквеним кодом відповідно до системи Easy Mind System (EMS). EMS - це система, що використовується FIFe та усіма її членами для легкої ідентифікації котів за буквено-цифровими кодами. .